# Мшанець (Теребовлянська міська громада)

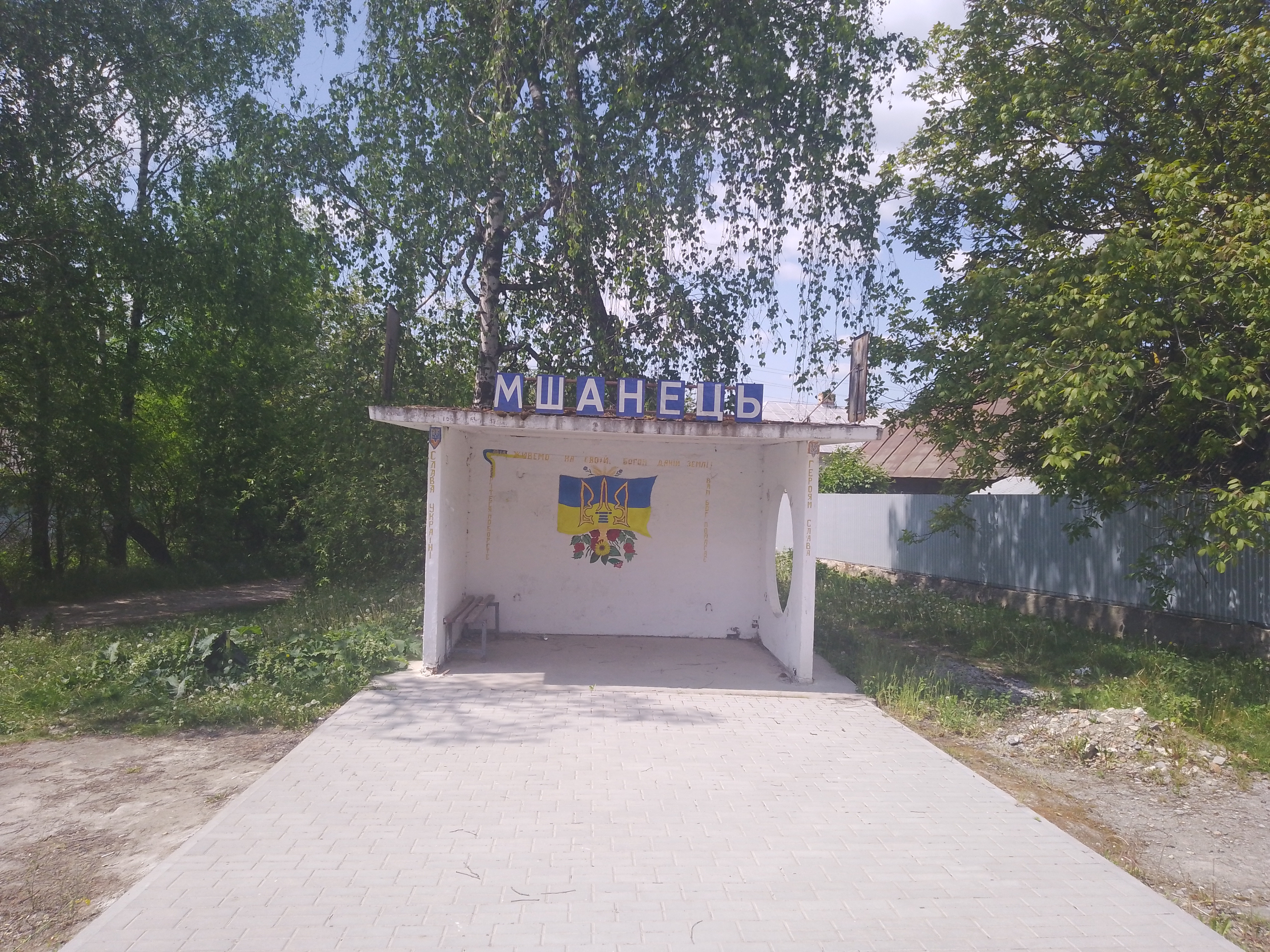
Автобусна зупинка у Мшанці

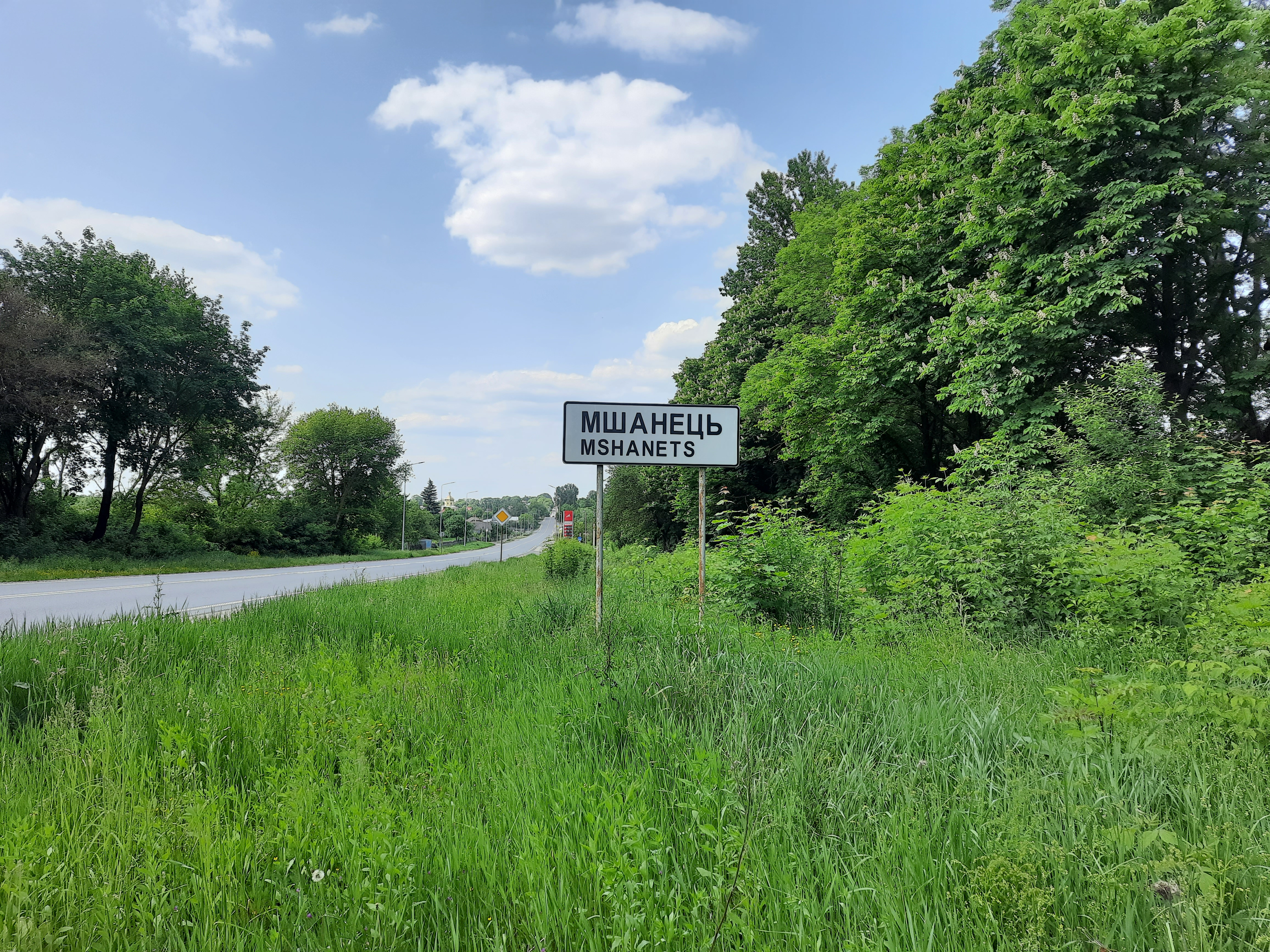
Дорожній знак при в'їзді в село

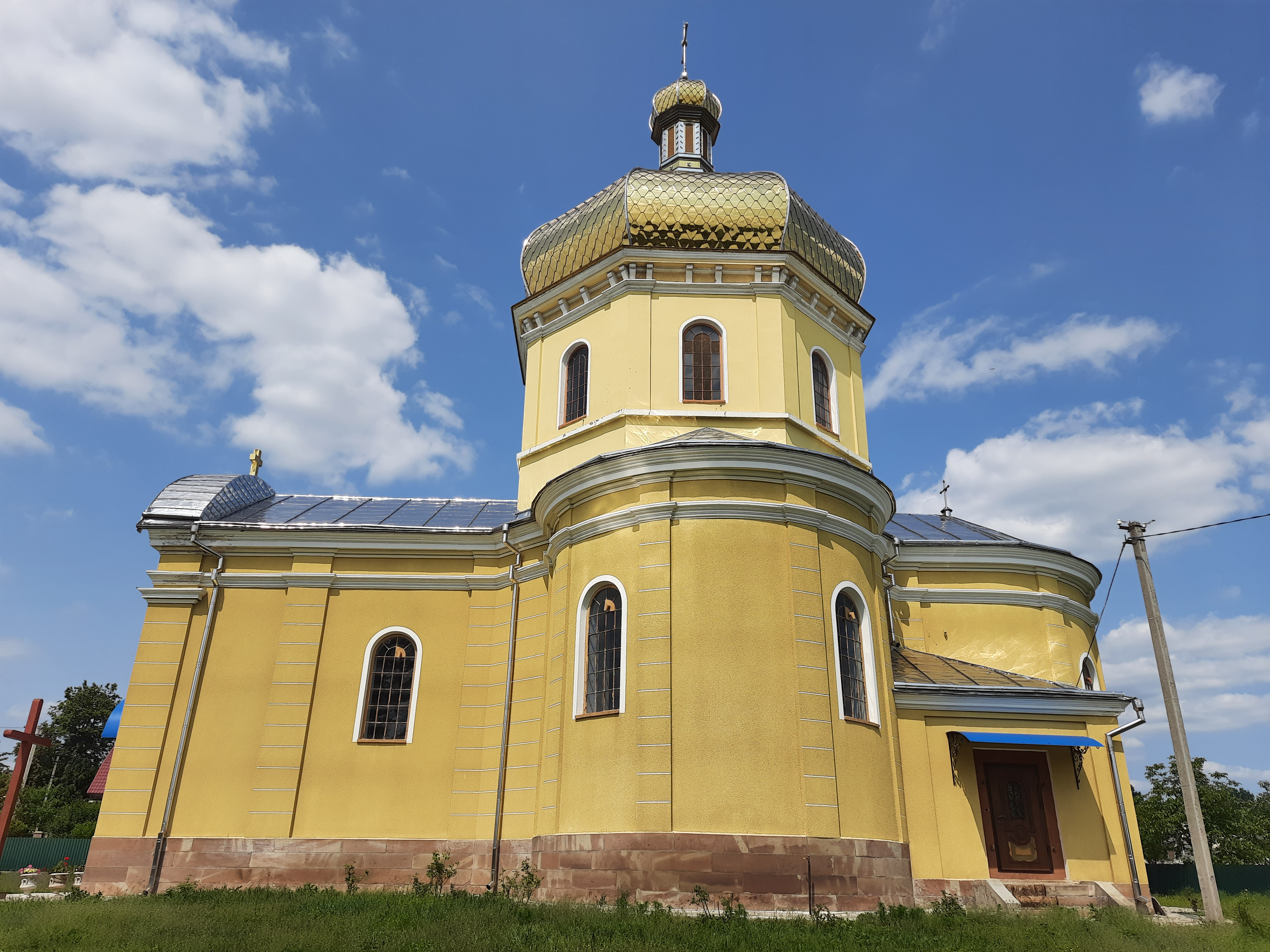
Церква Святого Димитрія

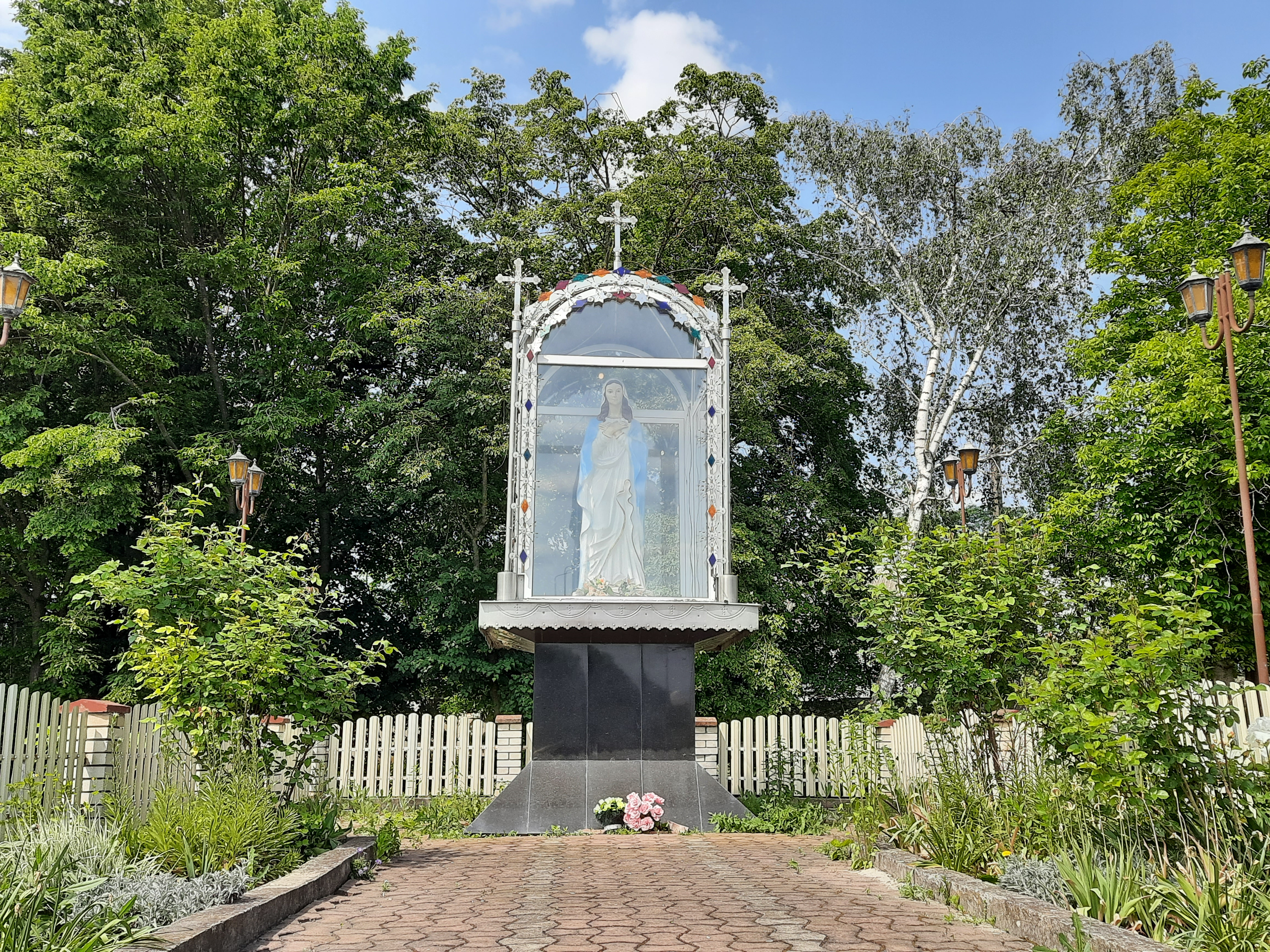
Статуя Божої Матері

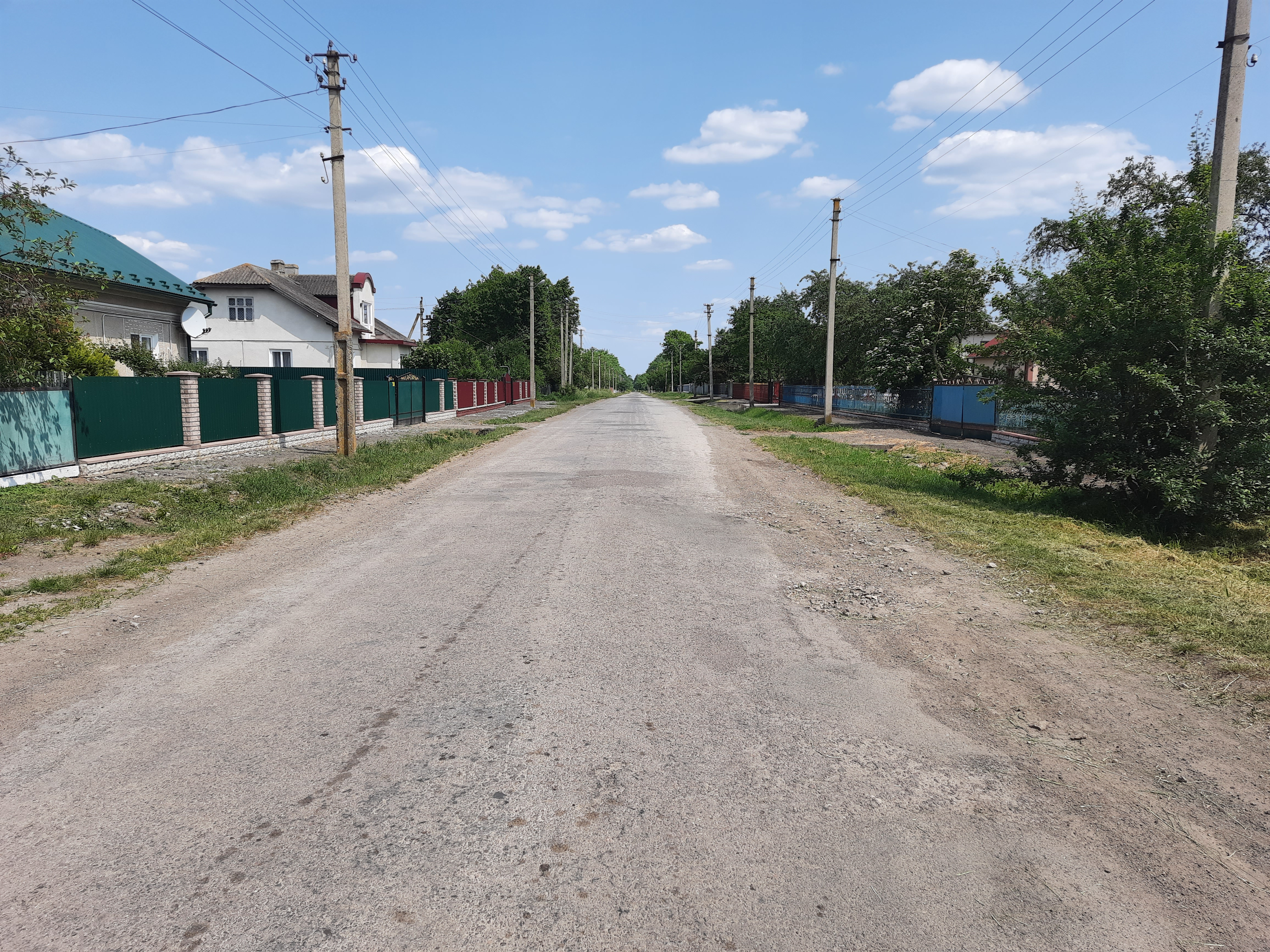
СІльська вулиця

Мшане́ць — село в Україні, у Теребовлянській міській громаді Тернопільського району Тернопільської області. Знаходиться на головному автошляху Тернопіль-Чортків-Чернівці, 1,5 км від залізниці. До 2015 адміністративний центр сільської ради. До 1948 до Мшанцю належав хутір Валигори.
Населення — 1000 осіб (2022).

## Географія
Селом тече струмок Деренівка.

## Історія
Поблизу села виявлено археологічні пам'ятки трипільської та черняхівської культур.
Колись тут пролягав один із чорних шляхів — Кучманський, яким турки гнали в ясир українських людей. На околицях села, та обабіч автошляху ще досі є могили, що залишилися від далеких часів.
Мшанець, як поселення, яке колись могло мати навіть іншу назву сягає, здається, дуже давніх часів. Розташування його, сучасного села, не покривається з місцем старовинного. Із розповіді покійного батька, довголітнього вчителя в селі Мшанець, знаю, що один господар (прізвища не пам'ятаю), копаючи яму під картоплю, викопав горнець, правдоподібно урну з попелом, очевидно пам'ятку старовинного похоронного обряду, знахідник, думаючи, що там заховані гроші, розбив горщик на брузки і розчарований порозкидав черепки. Сам він це розказував моєму батькові.
Цікавим місцем з археологічної точки є поле, що зветься і сьогодні «Валигори», чи як його звичайно називають в селі «Валігури». Не раз можна було почути що там, де орють, викопуються різні плитки, черепки і т. д. Можливо, що там була колись первісна оселя, може і тої самої назви «Валигори» збереженою традицією; і та оселя була правдоподібно знищена в час татарських нападів. Варто було б на цьому місці провести розкопки, можливо ті «Валигори» і криють не одну тайну з давньої минувшини.
Село, за свідченнями історичних матеріалів засноване наприкінці XVI століття. Заснував 1555 теребовлянський староста Б. Претвич.
Сучасне село могло постати під кінець 17 століття. Може було пару хуторів над потоком в західній частині сьогоднішнього села, але нічого певного немає. Село пізніше сконцентрувалося при шляху. Напевно було там багато мокряків, бо ще й сьогодні називається поле в сторону Кобиловолок «Ставки».
Про час повстання села вказують деякі події і традиції села. Основним контингентом мешканців села були турки і татари, про що наглядно вказують прізвища мешканців.
Населення і початки сучасного села зв'язані з історією Трембовлі і деякою мірою містечка Янова.
1673 року польський король Ян Собеський розбив турків під Віднем. Частина турків і татар облягала Трембовлю і підкопуючись мало не здобули замку. Геройська постава Софії Хшановської, жінки каштеляна, ні мури не спасли б Трембовлі, коли б не прийшов на поміч Собеський. Турки з татарами втекли, але їх багато попало в полон.
За переказами ті полонені пізніше укріплювали містечко Янів і копали канал, що об'єднує дугу ріки Серету в Янові, той самий, що провадить від моста, де побудована електростанція. Старі дерева-липи при дорозі під замочком мали бути місцем страти, де вішали провинившихся полонених. Пізніше полоненим дозволили осісти. В тім часі одержала в спадку землі в сьогоднішнім селі Мшанець сестра графа Семинського з Хоросткова. Відчуваючи можливо легшу жіночу руку в панчизняному ярмі, почали збігатися переселенці з різних сторін, а основна частина їх була полонені. Такі прізвища як Муштафа, Сулима, Дженджера, Кляпітура, Гуран, Шах, Кеба, Шубалий, Шушлавий, Довгань (Дуган), Штафірний, Шафар і інші вказують на їх національне походження. Крім цього деякі прізвища вказують на інших переселенців, що попали сюди, можливо разом із тими полоненими, а деякі пізніше. Шахи будуть перського походження, Калеки — грецького. Є випадки, що поселенців називали за їх національністю: Мазурі (поляки) Москалі (росіяни) Грики (греки). Є ще інші національності. Boissi, у селі називали його Босий, за походженням француз, Бернат, коли не із стародавнього боярського роду Бернатовичів, то може і німці Bernard. Була і частини автохтонів українців. Вся ця суміш з асимілювалася, (за винятком частини поляків, які мали сильну підтримку поміщицьких дворів) злилися в українську масу. Деякі типові риси і характеру населення в рисах обличчя, побудови його, тіла і чашки, властиві східним народам, помітні й досі. Люди спокійні, роботящі і лагідні. Беручи до уваги те все, назва села повстала правдоподібно від слова «мішати». Є ще одне пояснення назви. Мало бути колись велике селище, у якому аж п'ять церков. В них відправлялись Мши — це по польському означає читану літургію. Таке пояснення дуже проблематичне і ледве чи заслуговує на увагу.
Сьогоднішнє село постало до кінця 17 ст. і вже було зорганізоване. На кам'яному хресті, що стоїть чи стояв при шляху за селом в сторону залізничної станції Деренівка на полі, що зветься і до сьогодні «За церквою» є вирита дата 1720. Це цінна пам'ятка, яка має датований рік як рівно ж знак, що становив у ті часи границю поля між Мшанцем і Деренівкою. З пам'яток, що говорять про минуле села остались три могили на кінцях села: «За Галіцьким», «За Босим» і при хоростківській дорозі. Це сліди страшних епідемій в 18 ст. Не знаходимо слідів віха, тобто стовпа з бочкою смоли, які запалені, перестерігали людей про набіги татар. Про це в селі переказів немає. Це говорить про те, що село організувалось тоді, коли набіги татар вже не загрожували, ¾ то значить кінець 17 ст. На фільварку був клопець, але, як каже переказ, він висипаний подолками кріпачок і шапками кріпаків на приказ пані, що хотіла з того горбка все далеко бачити. Могили, так звані могилки, що тягнулись ланцюгом по дорозі на Трембовлю до села Мшанець, свідчать тільки про те, що ті землі були колись теренами братовбивчих і кривавих війн (1154 рік) між галицьким князем Ярославом Осьмомислом і Київським князем Ізяславом. Певно, що доля Мшанецьких земель тоді може «Валигорів» була зв'язана з долею Трембовлі, якій дали початок чи Неври, чи Анти, ніхто не розкаже. Можна додумуватися, що були вони свідком подій на тих землях може більш як у 15 ст. Можливо, що ці землі бачили Скіфів та Готів, що йшли походами на слов'ян, бачили татар, турків, бачили славні козацькі походи Хмельницького, славного Морозенка, як говорить переказ.
Коли після поділу Польщі Галичина припала Австрії, адміністративно Мшанець належав до Трембовельського повіту, потім Гусятинського, а за Польщі повіт був у Копиченцях.
Залізниці не було, їздив тільки диліжанс з Чорткова до Тернополя через село. Залізниця була побудована в 1895 році, а «цісарська дорога» 1839.
Діяли «Просвіта», «Сокіл», «Січ», «Сільський господар» та інші товариства. Товариство «Просвіта», що відіграла значну роль у громадському і культурному житті селян, з'явилося тут 23 лютого 1899 року. Його першим головою був священик Кирило Лукашевич. У 1907–1908 рр. членами цього товариства стали практично всі жителі села.
У воєнні часи 1914—1920 років село на загал не потерпіло. До першої світової війни в селі було два ставки, один більший при шляху на початку села, коли їхати з Копиченець, другий в центрі села сто метрів від школи.
1921 року поблизу села було створено мазурську колонію Вітосівка.
15 червня 1934 р. з Копичинецького повіту передані до Теребовлянського повіту села Мшанець, Великий Говилів, Малий Говилів, Вітосівка, Софіївка.
1 серпня 1934 року в рамках реформи на підставі нового закону про самоуправління (23 березня 1933 року) увійшла до нової сільської гміни Мшанець (Трембовлянський повіт Тернопільського воєводства).
Під час німецько-радянської війни у Мшанці в 1944 році був аеродром.
12 червня 2020 року, відповідно до розпорядження Кабінету Міністрів України № 724-р «Про визначення адміністративних центрів та затвердження територій територіальних громад Тернопільської області» увійшло до складу Теребовлянської міської громади.
19 липня 2020 року, в результаті адміністративно-територіальної реформи та ліквідації Теребовлянського району, село увійшло до складу Тернопільського району.

## Політика

### Парламентські вибори, 2019
На позачергових парламентських виборах 2019 року у селі функціонувала окрема виборча дільниця № 610851, розташована у приміщенні школи.
Результати
- зареєстровано 766 виборців, явка 51,96%, найбільше голосів віддано за «Слугу народу» — 27,99%, за Радикальну партію Олега Ляшка — 15,27%, за «Європейську Солідарність» — 13,99%.[5] В одномандатному окрузі найбільше голосів отримав Микола Люшняк (самовисування) — 20,20%, за Ігоря Сопеля (Слуга народу) — 17,90%, за Аллу Стечишин (самовисування) — 15,09%[6].

## Населення

### Мова
Розподіл населення за рідною мовою за даними перепису 2001 року:
| Мова       | Кількість | Відсоток |
| ---------- | --------- | -------- |
| українська | 1086      | 98.91%   |
| російська  | 12        | 1.09%    |
| Усього     | 1098      | 100%     |

## Релігія
- церква святого Димитрія (1905, мурована, УГКЦ),
- «фігура» Матері Божої (2002, скульптор Я. Голець).

## Соціальна сфера
Працюють ЗОШ 1-2 ступенів, Будинок культури, бібліотека, ФАП, відділення зв'язку, «Мшанецьке буряконасінницьке господарство», ковбасний цех, 7 торговельних закладів.

## Пам'ятки
- Поселення Мшанець I[d] (трипільська культура (IV — кін. III тис. до н. е.); черняхівська культура (кін. II — поч. V ст. н. е.));
- Поселення Мшанець II[d] (західно-подільська група скіфського часу);
- Поселення Мшанець III[d] (черняхівська культура; давньоруський час (XII—XIII ст.));
- Поселення Мшанець IV[d] (давньоруський час (XII—XIII ст.));

Споруджено пам'ятники воїнам-односельцям, полеглим у німецько-радянській війні (1972), Т. Шевченку (1993, скульп. Р. Липавка), насипана могила на місці поховання стрільців УГА, які загинули 1919 (1930, реставровано 1990), встановлено пам'ятний хрест на місці криївки вояків УПА (1994).
- Братська могила[d] Українських січових стрільців (8 чол.);
- Пам'ятне місце загибелі воїнів Української повстанської армії[d];

Ботанічна пам'ятка природи місцевого значення Ясен однолистий плакучої форми.

## Відомі люди

### Народилися
- Модест Боровий- інженер-будівельник, науковець, громадський діяч ,
- Бохнак Володимир Михайлович (1973—2022) — головний сержант Збройних сил України, учасник російсько-української війни.
- педагог, краєзнавець, громадський діяч Павло Іванович Вівчар,
- соліст Донецького державного академічного театру опери та балету, заслужений артист України Петро Данилович Лабатий,
- письменник, краєзнавець Сивицький Данило Йосипович.

Після служби у війську кілька місяців працював у місцевому бурякорадгоспі майбутній режисер, актор П. Загребельний. На донці місцевого священика Кливака одружився композитор, диригент, педагог Микола Колесса. Останній раз він відвідав село у 1990 році.